# Pèndol de Charpy

Posicions del pèndol de Charpy.

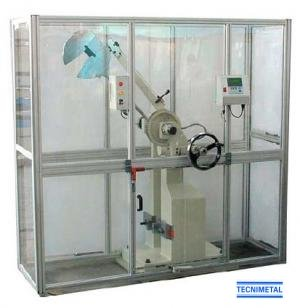
Pèndol de Charpy.

El pèndol de Charpy va ser dissenyat per Georges Charpy. L'assaig del pèndol de Charpy serveix per a calcular la resiliència d'un material, en concret l'oposició d'un material a trencar-se d'un cop. 
L'assaig es realitza amb una màquina que consisteix en un martell col·locat al seu extrem, habitualment de 22 kg, que es deixa caure per tal de xocar amb la proveta.
A la vertical del punt de gir del pèndol hi ha l'enclusa on es fixa la proveta, la qual té valors normalitzats. La proveta té una secció determinada 10x10 mm i una enclusa de 2 mm que té forma de V, això permet que el trencament es produeixi en el punt desitjat. En el moment de realitzar l'assaig es deixa caure el pèndol des de la posició inicial, a una alçària fixa h.
 L'alçària final h' assolida pel pèndol a la posició final serà inferior a la inicial a causa de l'energia consumida en el trencament de la proveta. La diferència d'alçàries h-h' és directament proporcional a la resiliència.

## Fórmules
La resiliència es calcula fent la diferència entre l'energia potencial inicial i la final del pèndol, és a dir, per la diferència d'altures (on la final sempre serà menor, ja que hi ha una pèrdua d'energia a causa del xoc) dividida per la secció del material en el punt de trencament, així la resiliència no depèn del gruix de material.

{\displaystyle \tau =P(h-h')g=Pl(\cos \beta -\cos \alpha )g\,}

On:
τ és l'energia causada en el xoc en kgm
P és el pes del pèndol en kg
g és la gravetat (9,8)
h és l'altura inicial del pèndol
h' és l'altura final del pèndol
l és la longitud del pèndol en metres
α i β són els angles que forma el pèndol amb la vertical abans i després d'amollar-lo, respectivament.